# Шхалахов, Тагир Мусович
Тагир Мусович Шхалахов (1912 г., аул Псебе Туапсинского округа — 1977 г.) — депутат Верховного Совета СССР 2-го созыва, первый секретарь Кошехабльского райкома партии.

## Биография
Родился в 1912 г. в ауле Псебе Туапсинского округа.
- 1931—1932 гг. Председатель колхоза в родном ауле, управделами Шапсугского РК ВКПб, первый секретарь Шапсугского РК ВКЛСМ.
- 1932—1933 гг. заместитель председателя Куйбышевского сельсовета Туапсинского района.
- 1933—1935 гг. красноармеец РККА.
- 1935—1936 гг. ответственный секретарь Шапсугского РИКа.
- 1936—1940 гг. студент Московского Юридического Института Прокуратуры СССР. Окончил Московский Юридический Институт Прокуратуры СССР в Москве в 1940 г.
- 1940—1942 гг. прокурор Кошехабльского района ААО.
- 1942—1943 гг. комиссар Кошехабльского партизанского отряда и командир группы в тылу врага.
- 1943—1945 гг. председатель Кошехабльского РИКа.
- 1945—1951 гг. первый секретарь Кошехабльского райкома партии.
- 1946—1950 гг. депутат Верховного совета СССР.

В последующие 15 лет (1951—1965 гг.) работал заместителем директора ряда курортно-оздоровительных учреждений Черноморского побережья.
Умер в 1977 г.